# Hampton (Virginia)
Hampton is een stad in de Amerikaanse staat Virginia en telt 146.437 inwoners. Het is hiermee de 143e stad in de Verenigde Staten (2000). De oppervlakte bedraagt 134,1 km², waarmee het de 132e stad is.

## Demografie
Van de bevolking is 10,3% ouder dan 65 jaar en bestaat voor 26,6% uit eenpersoonshuishoudens. De werkloosheid bedraagt 2,9% (cijfers volkstelling 2000).
Ongeveer 2,8% van de bevolking van Hampton bestaat uit hispanics en latino's, 44,7% is van Afrikaanse oorsprong en 1,8% van Aziatische oorsprong.
Het aantal inwoners steeg van 133.773 in 1990 naar 146.437 in 2000.

## Klimaat
In januari is de gemiddelde temperatuur 3,9 °C, in juli is dat 25,7 °C. Jaarlijks valt er gemiddeld 1133,9 mm neerslag (gegevens op basis van de meetperiode 1961-1990).

## Geboren
- James Barron (1768-1851), marineofficier
- Matthew Ridgway (Fort Monroe, 1895-1993), generaal
- Mary Jackson (1921-2005), wiskundige en luchtvaarttechnicus
- Steve Earle (Fort Monroe, 1955), singer-songwriter
- Robert Satcher (1965), astronaut
- Allen Iverson (1975), basketballer

County's:

Accomack County · Albemarle County · Alleghany County · Amelia County · Amherst County · Appomattox County · Arlington County · Augusta County · Bath County · Bedford County · Bland County · Botetourt County · Brunswick County · Buchanan County · Buckingham County · Campbell County · Caroline County · Carroll County · Charles City County · Charlotte County · Chesterfield County · Clarke County · Craig County · Culpeper County · Cunmberland County · Dickenson County · Dinwiddie County · Essex County · Fairfax County · Fauquier County · Floyd County · Fluvanna County · Franklin County · Frederick County · Giles County · Gloucester County · Goochland County · Grayson County · Greene County · Greensville County · Halifax County · Hanover County · Henrico County · Henry County · Highland County · Isle of Wight County · James City County · King and Queen County · King George County · King William County · Lancaster County · Lee County · Loudoun County · Louisa County · Lunenburg County · Madison County · Mathews County · Mecklenburg County · Middlesex County · Montgomery County · Nelson County · New Kent County · Northampton County · Northumberland County · Nottoway County · Orange County · Page County · Patrick County · Pittsylvania County · Powhatan County · Prince Edward County · Prince George County · Prince William County · Pulaski County · Rappahannock County · Richmond County · Roanoke County · Rockbridge County · Rockingham County · Russell County · Scott County · Shenandoah County · Smyth County · Southampton County · Spotsylvania County · Stafford County · Surry County · Sussex County · Tazewell County · Warren County · Washington County · Westmoreland County · Wise County · Wythe County · York County
Onafhankelijke steden:

Alexandria · Bristol · Buena Vista · Charlottesville · Chesapeake · Colonial Heights · Covington · Danville · Emporia · Fairfax · Falls Church · Franklin · Fredericksburg · Galax · Hampton · Harrisonburg · Hopewell · Lexington · Lynchburg · Manassas · Manassas Park · Martinsville · Newport News · Norfolk · Norton · Petersburg · Poquoson · Portsmouth · Radford · Richmond · Roanoke · Salem · Staunton · Suffolk · Virginia Beach · Waynesboro · Williamsburg · Winchester